# Mattel

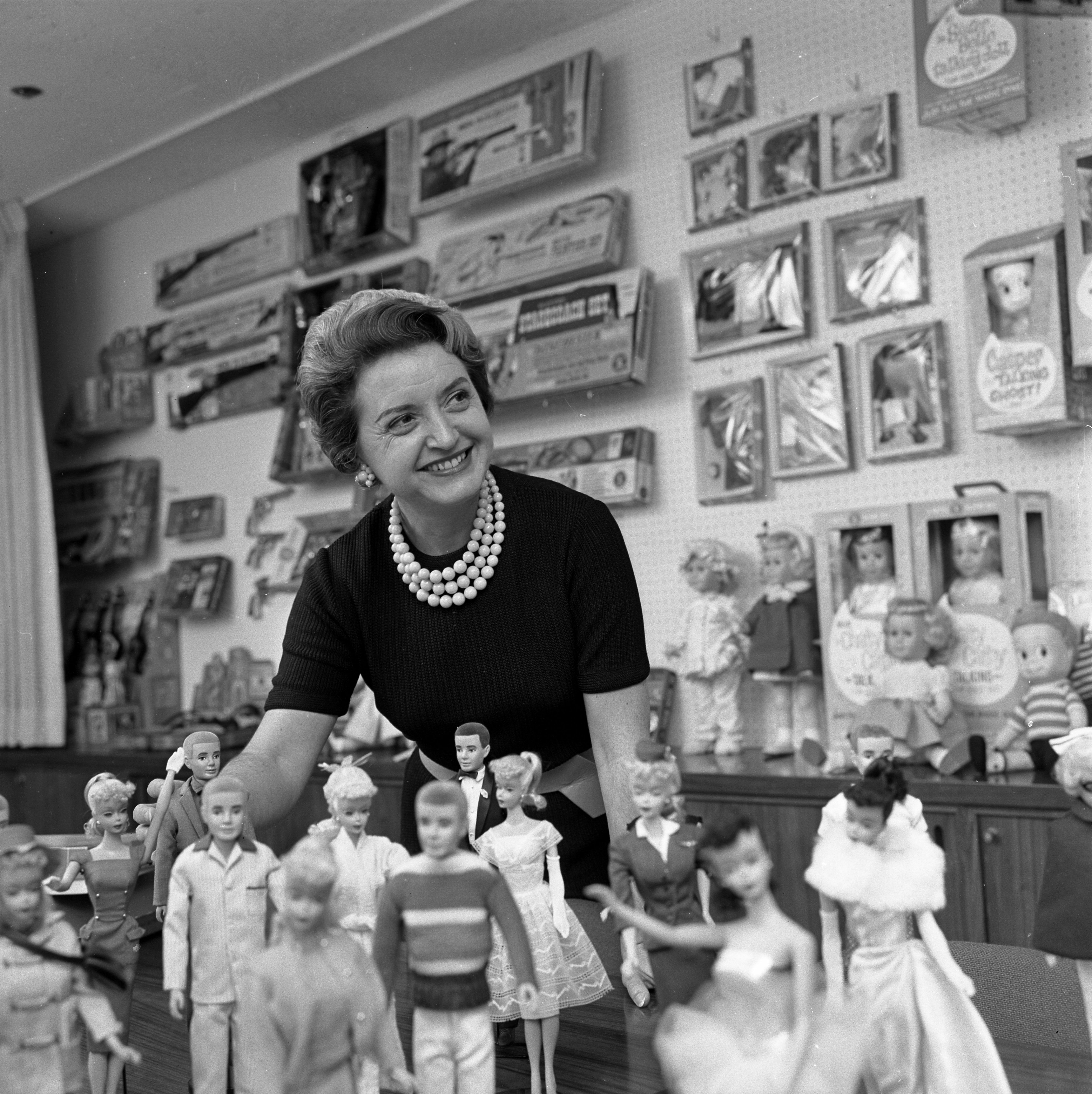
Mede oprichter Ruth Handler voor een verzameling Mattel producten

Mattel is een Amerikaanse speelgoedfabrikant, vooral bekend van de merken Barbie (sinds 1959), Hot Wheels (sinds 1968) en Fisher-Price (sinds 1993).

## Activiteiten
Mattel is een grote Amerikaanse speelgoedfabrikant met een omzet op jaarbasis van ruim 5 miljard dollar. Er werken 34.000 mensen,  waarvan 15% in de Verenigde Staten. De productie van het speelgoed vindt vooral in het buitenland plaats, met name in Zuidoost-Azië en Mexico.
De activiteiten zijn in vier groepen ondergebracht:
- Dolls, poppen zoals Barbie, American Girl, Disney Princess en Polly Pocket.
- Infant, Toddler and Preschool, speelgoed voor peuters waaronder merken als Fisher-Price, Thomas & Friends en PowerWheels vallen.
- Vehicles, speelgoedauto’s met merken zoals Hot Wheels, Matchbox en Cars.
- Action Figures, Building sets, Games, and Other, poppetjes van belangrijke films zoals Star Wars, Masters of the Universe en Jurassic World, bouwsteentjes, spellen en overige producten.

Dolls is veruit de grootste groep en heeft een aandeel in de totale omzet van ruim een derde. Vehicles volgt als nummer twee met een omzetaandeel van 30% en de rest is min of meer gelijk verdeeld over de resterende twee groepen.
Noord-Amerika is de belangrijkste afzetmarkt en hier werd in 2022 ongeveer 55% van de totale omzet gerealiseerd. De drie grootste klanten zijn Walmart, Target en Amazon.com, deze hadden een gezamenlijk omzetaandeel van 44% in 2024. De winstmarges in Noord-Amerika zijn veel hoger dan voor de rest van de wereld waardoor Noord-Amerika veruit de grootste bijdrage levert aan de bedrijfswinst.
Wat betreft de verkoopcijfers over het gehele jaar springt het vierde kwartaal eruit. Dit is de periode van de feestdagen waarop relatief veel speelgoed wordt gekocht. Mattel levert de meeste goederen een kwartaal eerder af en realiseert daardoor de hoogste winst in het derde kwartaal. 
Per jaar wordt zo'n 10% van de omzet uitgegeven aan reclame en promotie.

## Geschiedenis
Het bedrijf werd in 1945 opgericht door Harold "Matt" Matson en het echtpaar Ruth Mosko (4 november 1916 – 27 april 2002) en Elliot Handler (9 april 1916 – 21 juli 2011). Aanvankelijk was het geen speelgoedbedrijf maar produceerde het cadeauartikelen. Na verloop van tijd begon het bedrijf poppenmeubeltjes te produceren.
In 1959 bracht het bedrijf zijn pop Barbie uit, vernoemd naar Barbara, de dochter van Ruth en Elliot Handler. Twee jaar later volgde de mannelijke equivalent Ken, genoemd naar zoon Kenneth. Mattels eerste Afro-Amerikaanse pop, Christie, werd geboren in 1968. In hetzelfde jaar ontstond Hot Wheels.
In 1970 bracht Mattel een muziekinstrument op de markt, de Optigan. Dit was niet zo'n succes en in 1973 werd de complete productie verkocht aan Miner Industries. Het betekende voor Mattel een verlies van US$ 13 miljoen.
In 1980 bracht een divisie van Mattel de Intellivision uit, een spelcomputer die de concurrentiestrijd met de toenmalige monopolist Atari aanging. Hoewel de spelcomputer aanvankelijk een groot succes was, werd de productie in 1983 gestaakt, mede vanwege de ontwikkeling van de geflopte Mattel Aquarius, een homecomputer die binnen een half jaar na zijn introductie weer van de markt gehaald werd.
In 2011 werd HIT Entertainment overgenomen. HIT is de eigenaar van merken als Thomas the Tank Engine en Bob the Builder. Mattel betaalde voor de acquisitie US$ 680 miljoen.
In 2013 maakte China Labor Watch bekend dat de arbeidsomstandigheden in de Mattelfabrieken in de Volksrepubliek China veel te wensen overlaat. Het personeel maakt lange dagen, wordt gedwongen over te werken en wordt onderbetaald.
Drie jaar na de overname van HIT Entertainment volgde de overname van MEGA Brands, Inc.  Dit Canadese bedrijf maakt speelgoedbouwstenen, vergelijkbaar met LEGO en tevens de grootste concurrent. Mattel betaalde US$ 460 miljoen en verhoogde hiermee de omzet met zo'n US$ 400 miljoen op jaarbasis.
In 2019 kondigen Warner Bros en Mattel een live-action Barbiefilm aan. Margot Robbie kreeg de rol van Barbie en Ryan Gosling vervult de rol van Ken. De film werd medio 2023 uitgebracht. Drie weken na de release heeft de film wereldwijd al meer dan 1 miljard dollar opgeleverd bij de bioscoopkaartverkoop.